# Allochrusa
Allochrusa es un género de plantas con flores   perteneciente a la familia de las cariofiláceas. Comprende 11 especies descritas y de estas, solo 8 aceptadas.

## Taxonomía
El género fue descrito por Alexander von Bunge  ex Boiss. y publicado en Flora Orientalis 1: 559. 1867. La especie tipo es: Allochrusa versicolor Boiss.

## Especies aceptadas
A continuación se brinda un listado de las especies del género Allochrusa aceptadas hasta octubre de 2013, ordenadas alfabéticamente. Para cada una se indica el nombre binomial seguido del autor, abreviado según las convenciones y usos.
- Allochrusa bungei Boiss.
- Allochrusa gypsophiloides (Regel) Ovcz. & I.G.Czukavin
- Allochrusa paniculata (Regel & Herder) Ovcz. & I.G.Czukavin
- Allochrusa persica Boiss.
- Allochrusa pulchella Bunge ex Boiss.
- Allochrusa tadshikistanica Schischk.
- Allochrusa takhtajanii Gabrieljan & M.Dittrich
- Allochrusa transhyrcana (Preobr.) Czerep.
- Allochrusa versicolor Boiss.